# Dolichopeza (Trichodolichopeza) vumbicola
Dolichopeza (Trichodolichopeza) vumbicola is een tweevleugelige uit de familie langpootmuggen (Tipulidae). De soort komt voor in het Afrotropisch gebied.